# Der Traum der heiligen Ursula
Der Traum der heiligen Ursula (italienisch Sogno di Sant’Orsola) ist ein Gemälde von Vittore Carpaccio aus dem späten 15. Jahrhundert. Es ist Teil des Ursula-Zyklus über das Leben der Heiligen Ursula, der als Hauptwerk Carpaccios gilt. Die neun Gemälde befinden sich heute in der Accademia in Venedig in einem eigenen Raum (Saal XXI).

## Auftraggeber und Entstehung
Der Auftrag für die insgesamt neun großen Tafelgemälde  wurde am 16. November 1488 von der seit 1300 bestehenden Bruderschaft „Scuola di Sant’Orsola“ erteilt, ohne dass der Name Carpaccios in dem Vertrag erwähnt wurde. Carpaccio begann die Arbeiten am Zyklus 1490 oder 1491 und es sollte, mit einigen Unterbrechungen, bis 1496 zu ihrer Vollendung dauern; nach einer anderen Quelle dauerten die Arbeiten bis 1500. In einer Unterbrechung 1494 schuf er das Gemälde Heilung des Besessenen für die Scuola di San Giovanni Evangelista. Das Gemälde über den Traum der Hl. Ursula wird auf 1495 datiert.
Carpaccio dürfte, wie zu dieser Zeit üblich, selbst die Motive und Kompositionen vorgegeben und sich auch an der eigentlichen Ausführung beteiligt oder aber die von den Gehilfen zu erledigende Arbeit koordiniert haben, denn er verfügte, wie z. B. auch Gentile Bellini, über eine große Zahl an Gehilfen.
Das Bild, wie der ganze Zyklus, gehören zum Genre der teleri, so benannt nach der einem Webstuhl (im venezianischen Dialekt telero) ähnlichen Holzkonstruktion, mit der die Bilder an den Wänden der Scuole angebracht wurden. Es gilt auch als das ruhigste der ansonsten doch recht dramatischen Darstellungen des Zyklus. In der Abfolge des Zyklus ist es das sechste Gemälde. Der Zyklus war für die Kapelle der Scuola in den umgebauten Räumen neben der Dominikanerkirche San Zanipolo in Venedig bestimmt.

## Das Motiv
Der Legenda aurea des Jacobus de Voragine nach war die heilige Ursula eine Königstochter aus Britannien. Nach einem Verlöbnis mit einem englischen Prinzen wollte sie zunächst eine Wallfahrt nach Rom unternehmen, bevor die eigentliche Hochzeit stattfinden sollte. Nach dem Empfang und der Segnung durch den Papst erschien ihr dann ein Engel im Traum, der ihr das bevorstehende Martyrium verkündete. Es ist diese Stelle der Überlieferung, die das Gemälde darstellt. Die Heilige und die sie angeblich begleitenden 11.000 Jungfrauen erlitten ihr Martyrium der Legende nach letztlich auf der Rückreise in Köln.

## Die Darstellung
Das Bild ist zentralperspektivisch angelegt, der Fluchtpunkt liegt etwas rechts der mittleren Bildachse. Es ist unklar, an welchem Ort die Szene spielen soll. Einer Quelle nach erscheint der Heiligen der Engel bereits in Rom selbst, nach einer anderen ereignet sich die Vorhersage erst in Köln. Die Szene soll am frühen Morgen spielen, entsprechend streng ist der Lichteinfall von rechts hinter dem Engel gestaltet. Das Interieur des Raumes selbst ist ein typisches Schlafgemach im Venedig des 15. Jahrhunderts. Der Raum ist nur wenig möbliert, außer dem Himmelbett finden sich nur noch ein Hocker, ein kleiner Tisch und ein Bücherregal. An der Wand befindet sich hinter der schlafenden Heiligen ein kleiner Altar, dem eine Kerze in einer Halterung und ein kleines Gefäß für das Weihwasser beigefügt sind. Oberhalb der Türsturze sind jeweils antik anmutende  Statuetten aufgestellt. Die Wände werden durch rundbogige Zwillingsfenster jeweils unterhalb von Rundfenstern durchbrochen. Die Heilige selbst schläft ruhig, das Gesicht ist entspannt und friedlich dargestellt.
Besondere Sorgfalt, im Detailreichtum und der natürlichen Darstellungsweise typisch für Carpaccio, legte er auf kleine Details, so in diesem Bild auf die Schuhe der Heiligen vor dem Bett oder die Krone als Attribut ihrer königlichen Herkunft am unteren Ende des Bettes. Der kleine Hund am unteren Bildrand ist ein von Carpaccio nicht selten verwendetes Motiv, um eine Form von Alltag in ein heiliges Geschehen zu bringen. Die beiden Pflanzen in der Vase bzw. dem Kübel auf der Fensterbank stellen Myrte und Nelke dar, die erste eine symbolische Darstellung der Liebe, die andere die der Ehre.
Wie bei vielen Bildern Carpaccios, so ist auch in diesem Gemälde die Grundfarbgebung eine bernsteinfarben-rötliche, was als typisch für die Lichtverhältnisse Venedigs gilt.
Hugh Honour bemerkte zu diesem Bild: Manch venezianisches Schlafzimmer dürfte so ausgesehen haben wie das der Heiligen, wenn auch ohne die Krone am Fußende des Bettes. Aber hier spüren wir noch etwas mehr als nur realistische Naturtreue. Dies ist weniger das Bild eines Zimmers, als vielmehr ein Bild von Licht und Luft, die in ein Zimmer fluten. Carpaccio war fasziniert vom Problem der malerischen Wiedergabe von Licht und Farbtönung. Und in der Wiedergabe der besonderen Eigentümlichkeit des venezianischen Lichtes hat er nur einen Rivalen – Canaletto.